# Zemsta niewidzialnego człowieka
Zemsta niewidzialnego człowieka (ang. The Invisible Man's Revenge) – amerykański film z 1944 roku. Film jest kontynuacją obrazu Niewidzialny agent z 1942 roku.

## Główne role
- Jon Hall – Robert Griffin / Martin Field
- Leon Errol – Herbert Higgins
- John Carradine – Dr. Peter Drury
- Alan Curtis – Mark Foster
- Evelyn Ankers – Julie Herrick
- Gale Sondergaard – Lady Irene Herrick
- Lester Matthews – Sir Jasper Herrick
- Halliwell Hobbes – Cleghorn
- Leyland Hodgson – Sir Frederick Travers